# Otomo Satoshi
Otomo Satoshi (sinh ngày 1 tháng 10 năm 1981) là một cầu thủ bóng đá người Philippines.

## Đội tuyển bóng đá quốc gia Philippines
Otomo Satoshi thi đấu cho đội tuyển bóng đá quốc gia Philippines từ năm 2015.

## Thống kê sự nghiệp
| Đội tuyển bóng đá Philippines | Đội tuyển bóng đá Philippines | Đội tuyển bóng đá Philippines |
| Năm                           | Trận                          | Bàn                           |
| ----------------------------- | ----------------------------- | ----------------------------- |
| 2014                          | 1                             | 0                             |
| Tổng cộng                     | 1                             | 0                             |